# 追分町
追分町（おいわけちょう）は、かつて北海道南部、胆振支庁管内勇払郡に存在した町。室蘭本線と石勝線の交差する地点にあり、古くから鉄道の町として栄えた。

## 地理
胆振支庁管内北東の内陸部、夕張山地と馬追丘陵へと続く丘陵地上にある。南は早来町、西は千歳市、北と東は由仁町に囲まれている。町の東端、早来町と由仁町との境界付近に源を発する安平川が、大きく弧を描いて町西部へ移り、追分駅を中心とする市街地を通って早来町へと流れている。
内陸性の気候で、夏は気温が高く、冬は厳しい寒さとなるが、積雪量は比較的少ない。
- 山 : シアビラヌプリ (364m)
- 河川 : 安平川
- 湖沼 :

### 隣接していた自治体
- 胆振支庁 : 早来町
- 石狩支庁 : 千歳市
- 空知支庁 : 由仁町

## 歴史
この地は植苗村アビラと呼ばれていたが、1892年に鉄道が開通した際、室蘭本線と夕張線（現石勝線）の分岐点であることから「追分」の名がついた。停車場、機関区が置かれ、鉄道関係者が多く定住するようになったのが町の基礎であった。以来苫小牧戸長役場の管轄下に置かれていたが、役場が遠く不便であることから、1900年、植苗村の一部と勇払村の一部（現在の早来町）を合わせて安平戸長役場を置いた。鉄道資材の生産、駅周辺での旅館・商店など、特に商工業面での追分地区の発展はめざましく、明治の終わりには人口が1万人を数えるまでになった。
大正以降、林業の衰退、大きなコークス工場の閉鎖などで人口は減っていった。一方で村の事業は役場のある早来地区に多く配分されている、との不満も追分の住民の間にあり、分村を求める動きが出始めた。1952年1月30日、村議会で追分高校設置案が否決されると分村運動は本格化し、その年の8月1日には追分村が発足することとなった。その後半世紀あまりを経た2004年4月、早来町と追分町は法定合併協議会を設置し、再合併に向け協議を続けてきた結果、両町は合併で合意し、2006年3月27日に新設合併して安平町（あびらちょう）が発足することが決まった。
- 1900年 : 安平戸長役場を設置。
- 1906年 : 二級町村制施行、安平村に。
- 1923年 : 一級町村制施行。
- 1952年 : 追分村が分村により成立。
- 1953年 : 町制施行、追分町に。
- 1954年 : 昭和天皇、香淳皇后のお召し列車が追分駅に停車。駅前奉迎が行われた[1]。
- 2006年 : 早来町と新設合併し、安平町（あびらちょう）発足。

## 字名
- 1973年(昭和48年)11月1日に字名改正が実施され、小字が廃止され大字と小字の中間的な｢字｣が設置された。[2]
- 早来町と合併し、安平町となる際に、新たに｢追分｣を冠した[3]。(例:勇払郡追分町旭→勇払郡安平町追分旭)

### 字名改正
| 実施後     | 実施前                                                                                 |
| ---------- | -------------------------------------------------------------------------------------- |
| 旭         | 字フモンケ、上本安平の全部と字ポンアビラ、本安平、追分、アビラ、安平の各一部           |
| 向陽       | 字本安平、ポンアビラ、追分、アビラ、安平の各一部                                       |
| 美園       | 字本安平、ポンアビラ、追分、アビラ、安平の各一部                                       |
| 春日       | 字明春辺、アツケシュンベ、アビラ、支安平、シアビラの各一部                             |
| 豊栄       | 字上アラビラ、上アラビラ原野の全部と字アビラ、安平、中アビラ、中安平、追分の各一部     |
| 弥生       | 字アッケシュンベ、明春辺、アビラ、安平、中安平、追分、ポンアビラの各一部               |
| 若草一丁目 | 字中安平の一部                                                                         |
| 若草二丁目 | 字アビラ、中安平の各一部                                                               |
| 花園一丁目 | 字中アビラ、アビラ、追分の各一部                                                       |
| 花園二丁目 | 字アビラの一部                                                                         |
| 花園三丁目 | 字アビラの一部                                                                         |
| 花園四丁目 | 字アビラの一部                                                                         |
| 緑が丘     | 字追分、本安平、ポンアビラ、アビラの各一部                                             |
| 柏が丘     | 字追分、アビラ、追分市街予定地の各一部                                                 |
| 本町一丁目 | 字追分、アビラ、追分市街予定地の各一部                                                 |
| 本町二丁目 | 追分市街予定地十二番の全部と字追分、アビラ、追分市街予定地の各一部                     |
| 本町三丁目 | 字追分市街予定地五番、同九番の全部と字追分、アビラ、追分市街予定地の各一部             |
| 本町四丁目 | 字追分市街予定地一番、同三番、同三十二番の全部と字追分、アビラ、追分市街予定地の各一部 |
| 本町五丁目 | 字追分、アビラ、追分市街予定地                                                         |
| 本町六丁目 | 字追分、アビラ、シアビラ                                                               |
| 本町七丁目 | 字追分、アビラ                                                                         |
| 青葉一丁目 | 字植苗の全部と字追分、ポンアビラ、アビラの各一部                                       |
| 青葉二丁目 | 字追分、アビラ、ポンアビラの各一部                                                     |
| 青葉三丁目 | 字追分の一部                                                                           |
| 中央       | 字追分の一部                                                                           |

- 後に弥生から若草三丁目、中央、豊栄から白樺一、二丁目が追加された。

## 経済

### 産業
- 農業はメロンが特産。「アサヒメロン」のブランド名で知られる。
- 新千歳空港、苫小牧港に近いことを生かし工業誘致も進めている。

## 教育
- 高等学校
  - 北海道追分高等学校（道立）
- 中学校
  - 追分
- 小学校
  - 追分

## 交通

### 空港
- 新千歳空港（千歳市）から約15km。

### 鉄道
- 北海道旅客鉄道（JR北海道）
  - 室蘭本線 : 追分駅
  - 石勝線 : 追分駅 - 東追分駅（現・東追分信号場）

### バス
- あつまバス

### 道路
- 高速道路
  - 道東自動車道 : 追分町IC
- 一般国道
  - 国道234号
- 都道府県道
  - 北海道道226号舞鶴追分線
  - 北海道道290号追分停車場線
  - 北海道道462号川端追分線

## 名所・旧跡・観光スポット・祭事・催事
- 鹿公園

### 出身の有名人
- 松浦栄（政治家・法学者）
- 松浦昭（政治家）
- 松浦保（経済学者）
- 足利健亮（地理学者、京都大学教授）
- 正木はじめ（演歌歌手）

### ゆかりの有名人
- 谷村志穂（作家）※父親の出身地